# Ephraim McDowell
Ephraim McDowell (né le 11 novembre 1771 et mort le 25 juin 1830) est un médecin et pionnier de la chirurgie américain. Il est le premier chirurgien à effectuer avec succès une ovariectomie ou ablation des ovaires. Il est surnommé « le père de l'ovariectomie » et a été un des premiers à réaliser une chirurgie abdominale,.

## Jeunesse
Ephraim McDowell est né dans le comté de Rockbridge en Virginie, il est le neuvième enfant de Samuel et Mary McDowell. Son père était un ancien combattant de la guerre de la Conquête et un colonel pendant la révolution américaine. En 1784, Samuel McDowell a été nommé commissaire au territoire et a déménagé avec sa famille à Danville dans le Kentucky. Là, il préside plus de dix conventions qui aboutissent à la rédaction de la Constitution du Kentucky.

## Études
Ephraim McDowell suit sa scolarité au séminaire Worley et James, puis il passe trois ans à étudier la médecine avec le Dr Alexander Humphreys à Staunton, en Virginie. Il assiste à des conférences de médecine à l'université d'Édimbourg, en Écosse, et entre 1793 et 1794, il suit des cours particuliers  avec John Bell. Il n'a jamais reçu de diplôme, mais en 1825, l'Université du Maryland le nomme docteur en médecine.

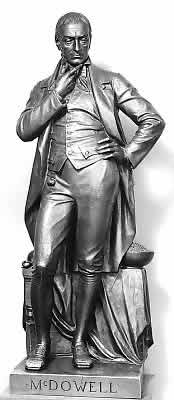
La statue d'Ephraim McDowell dans le National Statuary Hall Collection

## Carrière
En 1795, il revient d'Écosse et s'installe à Danville dans le Kentucky et commence à pratiquer la chirurgie. Il améliore la technique moderne de la lithotomie qui permet l'extraction de calculs vésicaux. L'un de ses patients les plus célèbres était James K. Polk, pour lequel il a retiré un calcul de la vessie et reconstruit une hernie.

### Première ovariectomie
Le 13 décembre 1809, Ephraim McDowell est appelé pour ausculter Jane Todd Crawford à Green County dans le Kentucky (à 97 km de Danville). Son médecin pensait alors que Jane Todd Crawford était au-delà du terme de sa grossesse. Ephraim McDowell diagnostiqua une tumeur ovarienne. Elle le supplia de lui épargner une mort lente et douloureuse. Le chirurgien lui décrivit son état de santé et lui proposa une opération chirurgicale jamais pratiquée auparavant. Il lui précisa que les meilleurs chirurgiens du monde ne croyaient alors pas en cette opération. La patiente accepta finalement l'opération. Ephraim McDowell lui indiqua qu'il ne retirerait la tumeur que si elle se rendait dans sa maison à Danville. Elle accepta et voyagea sur près de 100 km à dos de cheval.
Dans la matinée de Noël 1809, il commença l'opération. Elle fut pratiquée sans anesthésie ou antiseptique car ces substances n'étaient alors pas connues des médecins à l'époque. La tumeur extraite de la patiente pesait 10,2 kg. Il comprit qu'il serait complexe de la retirer entièrement et décida de réaliser une ligature autour du tube utérin près de l'utérus et ouvrit la tumeur. Il la décrivit comme extrêmement développée, dans l'ovaire et la partie fibreuse de la trompe de Fallope. L'opération complète prit 25 minutes. La patiente se rétablit sans complications. Elle retourna dans son domicile de Green County 25 jours après l'opération et vécut 32 ans supplémentaires. Cette opération fut la première ovariectomie réalisée au monde.
Ephraim McDowell, de confession presbytérienne, confia dans une de ses biographies: 

«  Pourquoi ai-je eu autant de chance avec les patients atteints de cette pathologie ? Je ne sais pas ; car de toutes les informations que j'ai pu obtenir, personne n'avait survécu à une opération des ovaires. Je peux seulement dire que la bénédiction de Dieu m'a accompagnée dans mes efforts »

— Ephraim McDowell 
Toutes les tentatives d'exploration abdominale avant 1809 avaient conduit à la péritonite et la mort. Cependant, Ephraim McDowell était décrit comme « propre et net », voire « scrupuleusement propre ». Il n'était pas seulement propre, mais méticuleux. Son rapport d'opération concernant 3 ovariectomies réussies mentionne notamment des précautions telles que l'évacuation du sang de la cavité péritonéale et le bain de l'intestin dans l'eau chaude.
McDowell n'a pas publié de description de son protocole avant 1817, où il effectue deux opérations supplémentaires. Cette absence de publication a été largement critiquée, notamment dans la littérature médicale anglaise. Selon certains ouvrages, il aurait pratiqué plus d'une douzaine d'opérations sur des ovaires.

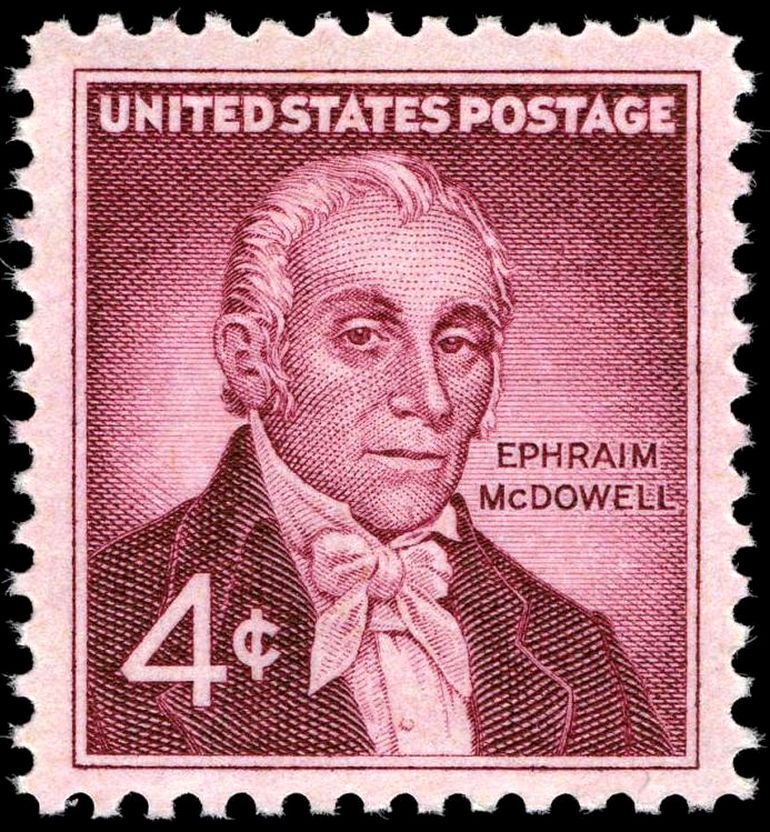
Timbre commémoratif en l'honneur d'Ephraim McDowell, sorti le 30 décembre 1959 pour le 150ème anniversaire du succès de la première ovariectomie.

« N'ayant jamais vu de si grande substance extraite, ni ayant entendu parler d'une quelconque tentative ou succès d'une telle opération, j'ai informé la patiente malheureuse de son état dégradé. Je voyais la tumeur dans son intégralité mais elle était si grosse que je ne pouvais pas la retirer entièrement. J'ai retiré près de 7 kilos d'une substance sale et gélatineuse. Après cela, j'ai coupé dans le tube utérin et extrait l'amnios qui pesait 3,4 kilos. Je suis allé la visiter après 5 jours et l'ai vue à mon grand étonnement la patiente en train de faire son lit. »

— Ephraim McDowell

## Vie personnelle
En 1802, Ephraim McDowell se marie avec Sarah Shelby, la fille d'Isaac Shelby, qui était un héros de guerre et deux fois gouverneur du Kentucky. Ils ont eu deux fils et quatre filles.
Ephraim McDowell a joué un rôle prédominant dans sa communauté. Il a fondé et était membre du conseil d'administration du Centre College à Danville. Il devient membre du Philadelphia Medical Society en 1817. Il était l'arrière-arrière-grand-père du Général John Campbell Greenway, dont la statue a été placée dans le National Statuary Hall Collection par l'État d'Arizona en 1930. Il est le cousin de Madeline McDowell Breckinridge qui militait en faveur du droit de vote des femmes.
Il est de confession presbytérienne mais devient membre de l'Église épiscopalienne et fonde la Trinity Episcopal Church à Danville dans Kentucky pour laquelle il fait don d'un terrain pour la construction du premier bâtiment.

## Fin de vie
En juin 1830, Ephraim McDowell est victime d'une grave attaque, très douloureuse, lui donnant des nausées et de la fièvre. Il meurt le 25 juin, apparemment d'une appendicite. Sa femme meurt 18 ans plus tard. Ils sont enterrés au Repos des voyageurs, sur la propriété d'Isaac Shelby dans le Sud de Danville. En 1879, leurs dépouilles sont transférées à côté du monument qui lui est dédié à Danville.

## Postérité
- En 1879, un monument en son honneur est érigé par la Société Médicale du Kentucky à Danville[3].
- En 1929, Isaac Wolfe Bernheim fait don d'une statue de bronze d'Ephraim McDowell par Charles Henry Niehaus à l'État du Kentucky afin qu'elle soit placée dans le National Statuary Hall Collection du Capitole des États-Unis. La statue représente la tumeur ovarienne que McDowell a retiré de Jane Crawford, placée dans un bol sur la table derrière McDowell. Une statue identique se trouve dans le Capitole de l'État du Kentucky à Frankfort dans le Kentucky.
- Le 30 décembre 1959, la poste des États-Unis émet pour la première fois timbre commémoratif de 4 cents en l'honneur d'Ephraim McDowell, dans la ville de Danville marquant le 150e anniversaire de la réussite de la première ovariectomie[13].
- La maison, le bureau et la pharmacie d'Ephraim McDowenn à Danville sont conservés en tant que musée et sont reconnus monument historique[14].
- Le Ephraim McDowell Regional Medical Center à Danville est nommé en son honneur.